# You don't own me
You Don't Own Me is een popliedje van het schrijversduo John Medora en David White. Het werd in 1963 voor het eerst op de plaat gezet door de Amerikaanse zangeres Lesley Gore. Gore was toen 17 jaar oud. Het liedje kwam in november 1963 uit op de langspeelplaat Lesley Gore sings of mixed-up hearts en de maand daarop als single. De single bracht het in het begin van 1964 tot de tweede plaats in de Billboard Hot 100 en moest alleen I want to hold your hand van The Beatles boven zich dulden. Na It’s my party uit 1963 was You don’t own me Gores grootste succes.
De tekst was ongebruikelijk voor die tijd. Waar bijvoorbeeld een liedje als I will follow him van Little Peggy March uit maart 1963 vertelt dat de zangeres haar geliefde overal zal volgen, tot op de hoogste berg en in de diepste oceaan, eist de zangeres van You don’t own me nadrukkelijk een eigen plaats op. Ze is niet het eigendom van haar geliefde. Hij heeft niet het recht haar te vertellen wat ze moet doen of zeggen en hij mag ook niet van haar eisen dat ze zich niet met andere jongens bemoeit. Ze heeft recht op haar eigen leven. De muziekcriticus Richie Unterberger vond een dergelijke tekst ‘nearly revolutionary in the climate of early 1964, when women, and girls in pop/rock songs, were expected to be docile and clinging creatures’ (‘bijna revolutionair binnen het klimaat van begin 1964, toen vrouwen, en meisjes in popliedjes, volgzame en aanhankelijke wezens hoorden te zijn’).

## Covers
- Dusty Springfield op haar debuutalbum A girl called Dusty uit 1964.
- Brian Poole and The Tremeloes op hun ep Time is on my side uit 1965.
- Joan Jett als single in 1979 en een jaar later op haar album Bad reputation.
- Klaus Nomi op zijn debuutalbum Klaus Nomi uit 1981, en ook als single.
- Elaine Paige op haar album Love can do that uit 1991.
- Eminem, die een deel van het liedje gebruikte voor de hidden track Untitled op het album Recovery uit 2010.
- De bekendste versie na die van Lesley Gore is die van de Australische zangeres Saygrace met de Amerikaanse rapper G-Eazy. Het nummer kwam in 2015 als muziekdownload beschikbaar en haalde de eerste plaats in de Australische hitparade[2] en de vierde plaats in de UK Singles Chart.[3] Grace zingt de tekst van Medora en White en G-Eazy levert tussendoor zijn (zelfgeschreven) commentaar.
- Kristin Chenoweth zong het liedje samen met Ariana Grande op het album For the girls uit 2019.

### In andere talen
- Lesley Gore zong het liedje ook in het Duits: Goodbye Tony (Mercury 127 131 MCF, 1964), Frans: Je ne sais plus (Mercury 72245, 1963) en Italiaans: Va... tu sei libero (Mercury MCF 127140, 1964).
- Dalida zong een cover van zowel de Franse als de Italiaanse versie. Ook Jacqueline Boyer zette Je ne sais plus op de plaat.
- Liliane Saint-Pierre zong een Nederlandstalige versie onder de titel Ik wil vrij zijn. Het is de achterkant van We gotta stop! uit 1964 (dat een vijfde plaats haalde in de Ultratop 50).[4]
- André Hazes zong in 1981 Zeg maar niets meer op de wijs van You don’t own me.[5] Het nummer kwam eerst uit op het album Gewoon André en in 1982 als single. De single bereikte de negende plaats in de Nederlandse Top 40 en de vijfde in de Single Top 100.
- In de battle-ronde van het programma The Voice of Holland - uitgezonden op 5 januari 2018 - werd een tweetalige versie vertolkt.

You don’t own me van Status Quo (op het album Rockin’ all over the world uit 1977) is een ander nummer.

### Gebruik in media
- The Blow Monkeys op de plaat met de soundtrack van de film Dirty Dancing uit 1987.
- In de film The First Wives Club uit 1996 zingen de hoofdrolspeelsters Diane Keaton, Goldie Hawn en Bette Midler het in de slotscène.
- In het tweede seizoen van American Horror Story uit 2012-13.
- In de film Suicide Squad uit 2016.
- Soundtrack tijdens eerste aflevering van The Handmaid's Tale uit 2017.